# Колпаломбо (Перуђа)
Колпаломбо је насеље у Италији у округу Перуђа, региону Умбрија.
Према процени из 2011. у насељу је живело 215 становника. Насеље се налази на надморској висини од 403 м.